# Gerard Bertheloot
Gerard Bertheloot, född 5 januari 1906, död 5 oktober 1950, var en friidrottare från Belgien. Han deltog vid olympiska sommarspelen 1928.